# Теллен
Телле́н — коммуна в Валлонии, расположенная в провинции Люксембург, округ Нёфшато. Принадлежит Французскому языковому сообществу Бельгии. На площади 56,64 км² проживают 2346 человек (плотность населения — 41 чел./км²), из которых 48,72 % — мужчины и 51,28 % — женщины. Средний годовой доход на душу населения в 2003 году составлял 11 047 евро.
Почтовый код: 6927. Телефонный код: 084.